# Óscar Trejo
Óscar Guido Trejo (Santiago del Estero, 26 aprile 1988) è un calciatore argentino, attaccante del Rayo Vallecano.